# Emeryville
Emeryville est une ville située dans le comté d'Alameda, dans l'État de Californie aux États-Unis. Sa proximité avec San Francisco, l'Université de Californie à Berkeley et la Silicon Valley ont permis récemment à la ville de croître sur le plan économique. La population, d'après le recensement de 2010, était de 10 080 habitants. Sa superficie est de 3,32 km².
Emeryville accueille le siège d'un grand nombre d'entreprises dans les domaines de la biotechnologie, des logiciels et du cinéma, si bien qu'elle est considérée par certains comme une extension de la Silicon Valley, en position d'enclave dans la Baie de San Francisco.

## Histoire

### Les débuts
Avant la colonisation de la région par l'Espagne en 1776, cette région fut longtemps le site de colonies indigènes. Les Amérindiens historiques d'Ohlone ont rencontré les Espagnols et plus tard les colons européens. Ils prospéraient grâce aux riches ressources de la baie : ramassaient des palourdes dans les vasières, des huîtres dans les zones rocheuses, capturaient du poisson et chassaient une variété de gibiers. En outre, les femmes cueillaient des glands des chênes locaux, des racines et des fruits. Les Ohlone jetaient les coquilles de palourdes et d'huîtres en un seul endroit, créant au fil du temps un énorme monticule, maintenant connu sous le nom d' Emeryville Shellmound.
Pendant les époques espagnole et mexicaine, les colons ont construit un petit quai près de l'embouchure du ruisseau Temescal à côté du monticule. Le quai desservait le Rancho San Antonio de la famille Peralta. Il était utilisé pour charger les peaux de bétail, le principal produit du ranch, sur des allèges puis il était transféré sur des navires océaniques, y compris des goélettes à destination de la Nouvelle-Angleterre.

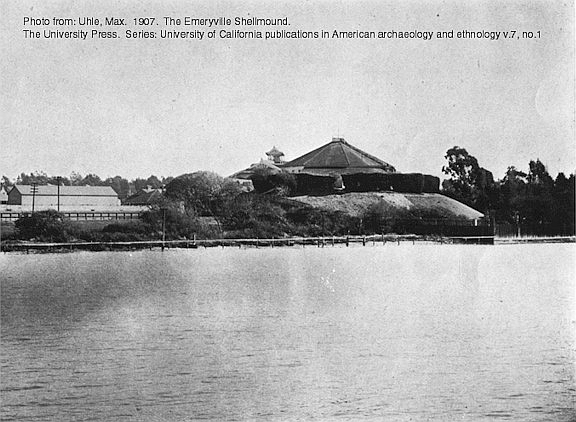
Le pavillon Shellmound en 1902

Le bétail était une partie importante de l'économie à l'époque américaine, lorsque de nombreuses usines de conditionnement de viande ont été établies le long du rivage à Emeryville entre les 67e et 63e rues, dans un quartier appelé «Butchertown». Le bétail transformé ici était élevé dans des ranchs et des fermes à proximité, et amené par chemin de fer ou par barge. Les odeurs des enclos et des abattoirs étaient notoires et souvent mentionnées dans les journaux locaux du XIXe et du début du XXe siècle.
Le premier bureau de poste d'Emeryville a ouvert en 1884.
La ville d'Emeryville a été constituée le 2 décembre 1896. Elle a été nommée d'après Joseph Stickney Emery, qui est venu pendant la ruée vers l'or en Californie et a acquis de grandes étendues de terre dans ce qui est devenu connu sous le nom de «Emery». En 1884, Emery était président d'un chemin de fer à voie étroite appelé California and Nevada Railroad. Le chemin de fer devait à l'origine s'étendre d'Oakland, à travers Emery (qui à l'époque était une colonie non constituée le long de la baie) et à l'est à travers la Sierra Nevada jusqu'à la ville minière d'or de Bodie en Californie. De Bodie, le chemin de fer s'étendrait à l'est à travers le Nevada jusqu'à une connexion avec le Denver & Rio Grande Railroad. Malgré ces objectifs, le chemin de fer n'a été achevé que d'Oakland à Orinda. Son droit de passage a été vendue au chemin de fer de Santa Fe. Le Santa Fe a construit une gare de triage et un dépôt de passagers sous San Pablo entre la 41e rue et l'avenue Yerba Buena. Bien que situé à Emeryville, lorsque le dépôt a ouvert ses portes en 1902, il s'appelait «Oakland» comme la grande communauté.

### XXe siècle à aujourd'hui

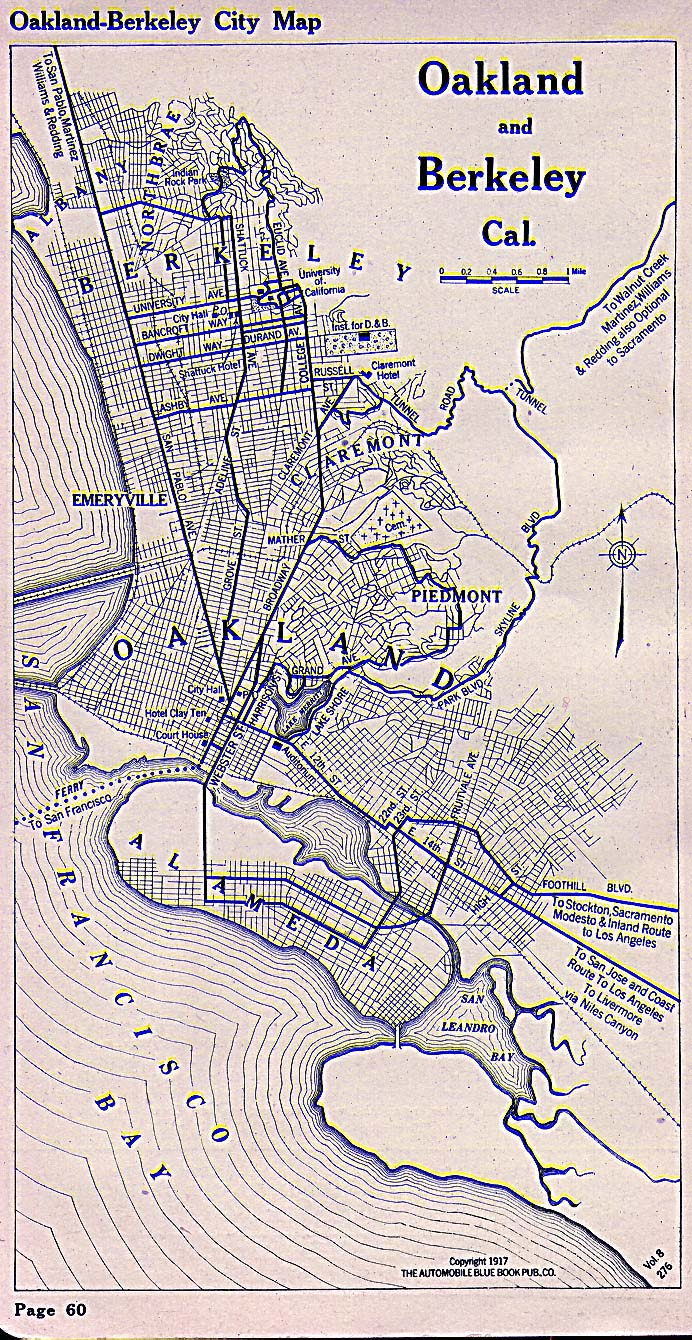
Carte de la région d'Oakland et de Berkeley en 1917; Emeryville est noté entre eux sur la carte.

Le Key System, une société de transport en commun locale, a acquis les bureaux généraux de la Californie et du Nevada et son embarcadère naissant dans la baie de San Francisco. Le Key a développé la jetée au point d'atteindre l' île de Yerba Buena. Le Key System a établi sa cour de triage principale à côté de la cour de Santa Fe dans une grande étendue à l'ouest de l'avenue San Pablo. C'était à proximité de l'avenue Yerba Buena (ainsi nommée parce que l'île était visible dans l'axe de l'artère). La principale centrale électrique du Key System, utilisée pour conduire ses tramways électriques et ses trains de banlieue, a été construite à côté des limites de la ville avec Oakland. L'immense cheminée a été un point de repère local pendant des décennies, jusqu'à ce qu'elle soit endommagée par le tremblement de terre de Loma Prieta en 1989. Elle a été démolie pour des raisons de sécurité peu de temps après.
L'ancienne ligne principale menant à la jetée, puis au Bay Bridge, passait dans un métro sous Beach Street et la ligne principale du Pacifique Sud près de la centrale électrique. Ce métro existe encore. Aujourd'hui, il sert d'entrée privée à la principale station d'épuration des eaux usées du district municipal d'East Bay (EBMUD, le service des eaux desservant Oakland et de nombreuses villes environnantes).
À la fin des années 1980 et au début des années 1990, après que Santa Fe ait séparé sa branche de développement immobilier, cette société a acquis les gares et les magasins de Key System et de Santa Fe. Ces biens immobiliers ont été réaménagés, par ce qu'on appelait la Catellus Development Corporation, comme centre commercial et quartier résidentiel à logements multiples.
À la fin du XIXe siècle, la ville a développé un grand parc autour du monticule. Il comprenait deux pavillons de danse, dont l'un a été construit au-dessus du monticule. L'Oakland Trotting Park, pour les courses de chevaux Standardbred, a été construit à proximité à la jonction de la ligne Berkeley Branch avec la ligne principale du Pacifique Sud. L'ancienne Emeryville Arena a été démolie en février 1920, pour faire place à une nouvelle idée d'un nouveau lieu pour relancer le sport des courses de chiens, mais en utilisant ce que l' Oakland Tribune a décrit comme un «lapin automatique».
Le 29 mai 1920, la première piste de course de lévriers à utiliser un leurre mécanique à la place d'un lapin vivant s'ouvre à Emeryville.
Au début du XXe siècle, Emeryville était aussi bien connue pour ses maisons de jeux et ses bordels que pour son secteur industriel en plein essor. Earl Warren, alors procureur du comté d'Alameda, plus tard gouverneur de Californie et juge en chef des États-Unis, l'a décrite comme « la ville la plus pourrie de la côte du Pacifique ». Pendant la Prohibition et la Grande Dépression, Emeryville était un site de nombreux bars clandestins, hippodromes et bordels ; elle est devenue connue comme un centre de lumière rouge quelque peu anarchique. Le restaurant local populaire d'aujourd'hui, The Townhouse, fonctionnait comme un bar clandestin pendant la prohibition. L'Oaks Room Card Club fonctionne aujourd'hui comme un établissement de jeu légal sur l'avenue San Pablo.
Emeryville était le site d' Oaks Park, le terrain de jeu des Oakland Oaks de la Pacific Coast League. Le stade de baseball était situé sur le pâté de maisons délimité par San Pablo, la 45e et la Park Street (le quatrième côté était Watts Street). Le site est maintenant en partie vide et clôturé. Il est chevauché par Pixar Studios. La porte principale de Pixar (sur Park Street) se trouve directement sur l'ancien segment de Watts Street. Le stade ne donnait pas directement sur San Pablo, où se trouvait une bande de divers petits bâtiments commerciaux. Ils ont été remplacés par l'actuel immeuble commercial d'un étage abritant plusieurs entreprises.
Pendant la Seconde Guerre mondiale, Emeryville était le terminus sud du Shipyard Railway, une ligne de chemin de fer électrique spécialement construite et exploitée par Key System pour transporter les travailleurs de la défense jusqu'aux chantiers navals Kaiser à Richmond. La gare était du côté ouest de l'avenue San Pablo sur la propriété de la cour de Key. Les pistes menaient à l'avenue San Pablo, où elles ont été fusionnées avec les voies de tramway existantes.
De la fin du XIXe au début du XXe siècle, Emeryville a poursuivi son développement en tant que ville industrielle. La Judson Iron Works et la société de peinture Sherwin-Williams se sont jointes aux usines de conditionnement de viande. De 1939 jusqu'aux années 1970, le toit de l'usine Sherwin-Williams comportait une énorme enseigne au néon animée montrant une boîte de peinture rouge basculant, renversant et recouvrant un globe terrestre — avec le slogan «Couvrir la Terre». C'était un spectacle familier aux automobilistes en direction est sur le Bay Bridge.
Pendant des décennies, la ville a également accueilli Shell Development, la branche de recherche de Shell Oil Company ; il a déménagé en 1972 à Houston, au Texas. Un grand parc à ferraille (qui fait partie de la scierie Judson Steel) et son enseigne au néon distincte «Judson Steel» étaient visibles pendant des décennies depuis l'Easthore Freeway jusqu'au milieu des années 1980. Une grande installation de l'entreprise de camionnage Pacific Intermountain Express (PIE) était également visible. Une division de fabrication de camions lourds de ce qui était autrefois International Harvester, plus tard Navistar, était située à Emeryville. L'un de ses modèles de semi-camions routiers les plus populaires, l'International DCO-405, est devenu communément et affectueusement connu sous le nom d '«Emeryville».
À la fin des années 1960, les industries commençaient à s'éloigner d'Emeryville. Avec la perte d'emplois, la ville décline. Cela a commencé à changer au milieu des années 1970 à partir du développement de la section de la marina d'Emeryville. L'usine d'acier de Judson a brutalement fermé ses portes à l'automne 1986, après plus de 100 ans d'exploitation, à la suite de la baisse des bénéfices et des négociations de travail controversées.
À la fin des années 1980, une grande zone commerciale avait commencé à se développer au nord et au sud du couloir de Powell Street. De plus, la Chiron Corporation (aujourd'hui Novartis), une importante société de biotechnologie, a établi son siège social juste au sud de l'ancien croisement des voies principales du SP et de l'ancien embranchement de Berkeley (Shellmound Junction) au bout de Stanford Avenue, le site de l'ancien cours de trot Shellmound.
À la suite du tremblement de terre de Loma Prieta en 1989, un nouveau dépôt Amtrak a été construit à Emeryville pour remplacer l'ancienne gare de la 16e à West Oakland. Il s'était détérioré avant même d'être sérieusement endommagé par le tremblement de terre. La gare d'Emeryville dessert les trains California Zephyr, Coast Starlight, San Joaquin et Capitol Corridor d'Amtrack. Le California Zephyr prend son origine ici avec un service quotidien vers Chicago, Illinois via Salt Lake City, Utah et Denver, Colorado. Des bus relient la gare à San Francisco.
À la fin des années 1980, le marché public d'Emeryville a ouvert ses portes; ce marché fermier compte également jusqu'à vingt restaurants.
Dans les années 1990, les anciens tronçons des chantiers Santa Fe et Key System ont été réaménagés en un grand quartier commerçant et résidentiel, tout comme le couloir Shellmound. L'aménagement de ces zones comprenait d'importants travaux routiers, avec l'extension de la 40e rue. Les travaux comprenaient la construction d'un grand viaduc à travers la voie ferrée du Pacifique Sud (maintenant Union Pacific); il reliait la 40e rue à un prolongement de la rue Shellmound, créant une voie unique reliant deux sections du nouvel Emeryville. Sur le tronçon nord de Shellmound Street, le marché Emery et un multiplexe cinématographique ont été construits. En 2007, l'extrémité ouest de l'avenue Yerba Buena a été reliée à l'extrémité nord de la promenade Mandela, créant une nouvelle route de passage entre Emeryville et West Oakland.
En 2001, la ville a engagé le promoteur Madison Marquette pour la construction d'un nouveau centre commercial, le Bay Street Shopping Center. Il devait être construit sur le site d'une ancienne usine de peinture. Mais c'était un site historique d'un village d'Ohlone et d'un cimetière sacré. Les développeurs de Madison Marquette ont travaillé avec des archéologues et des représentants de la tribu Ohlone afin d'éviter de déranger les restes humains. La tribu a approuvé la nouvelle inhumation de certains restes à un endroit non divulgué sur le site. Le centre commercial terminé affiche des photographies du tumulus historique, mais il ne mentionne pas les cimetières. Un représentant d'Ohlone a déclaré qu'il pensait que l'information mettrait les acheteurs mal à l'aise.

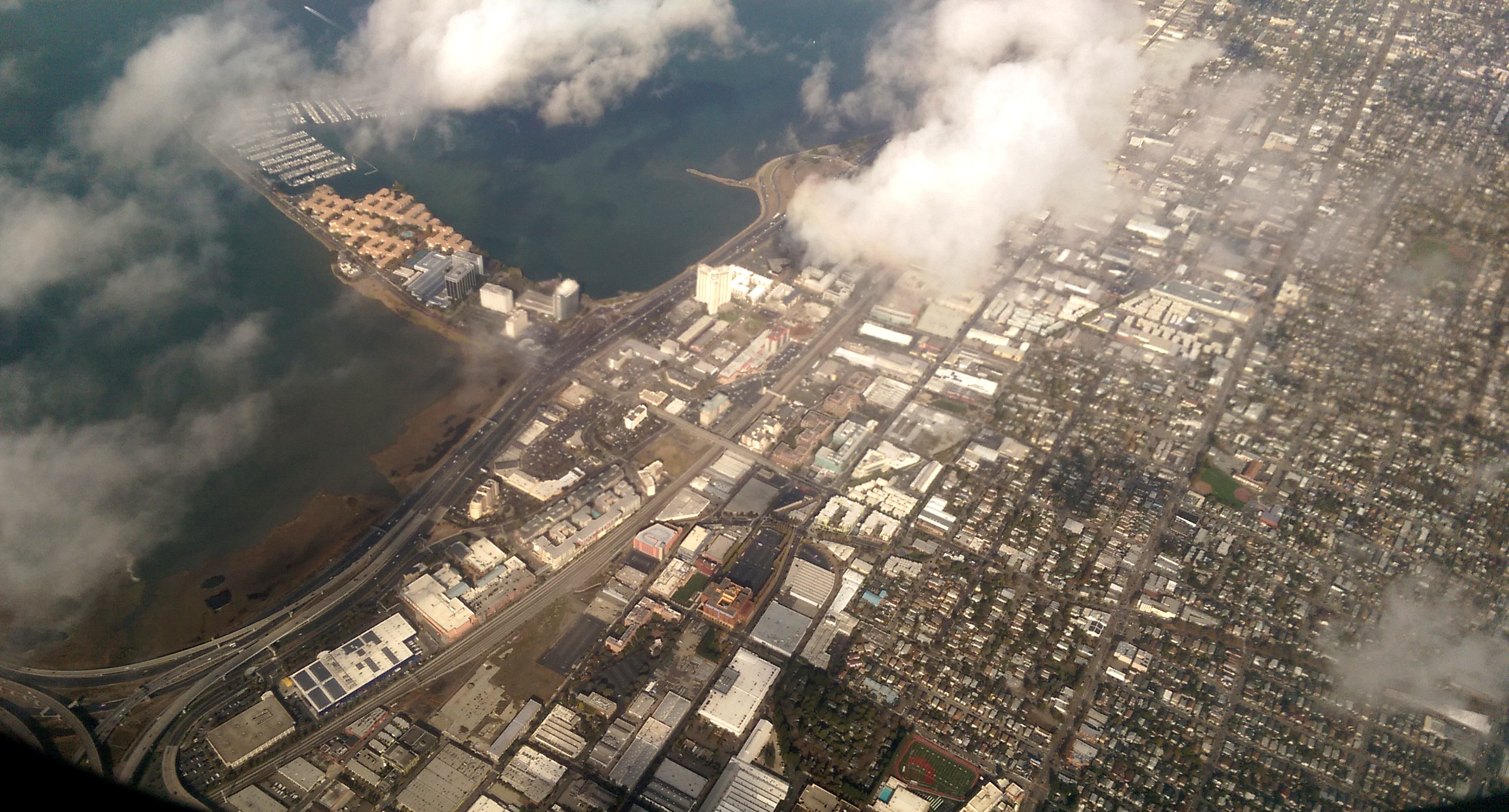
Emeryville, 2016

## Géographie
Selon le United States Census Bureau, la ville a une superficie totale de 5,2 kilomètres carrés (2,01 mi2), dont 3,1 kilomètres carrés (1,2 mi2) est terrestre et 2,1 kilomètres carrés (0,81 mi2)   (38,02%) est de l'eau. Dans les années 1970, l'une des dernières marinas artificielles de la baie Est de San Francisco a été construite à Emeryville.[réf. nécessaire] Nommé Watergate, la marina d'Emeryville abrite un développement à usage mixte, comprenant deux marinas (une publique, l'autre privée), un parc, une communauté de condominiums résidentiels connue sous le nom de Watergate, un parc d'affaires avec plusieurs immeubles de bureaux, et plusieurs restaurants.

### Vasières et autres caractéristiques environnementales

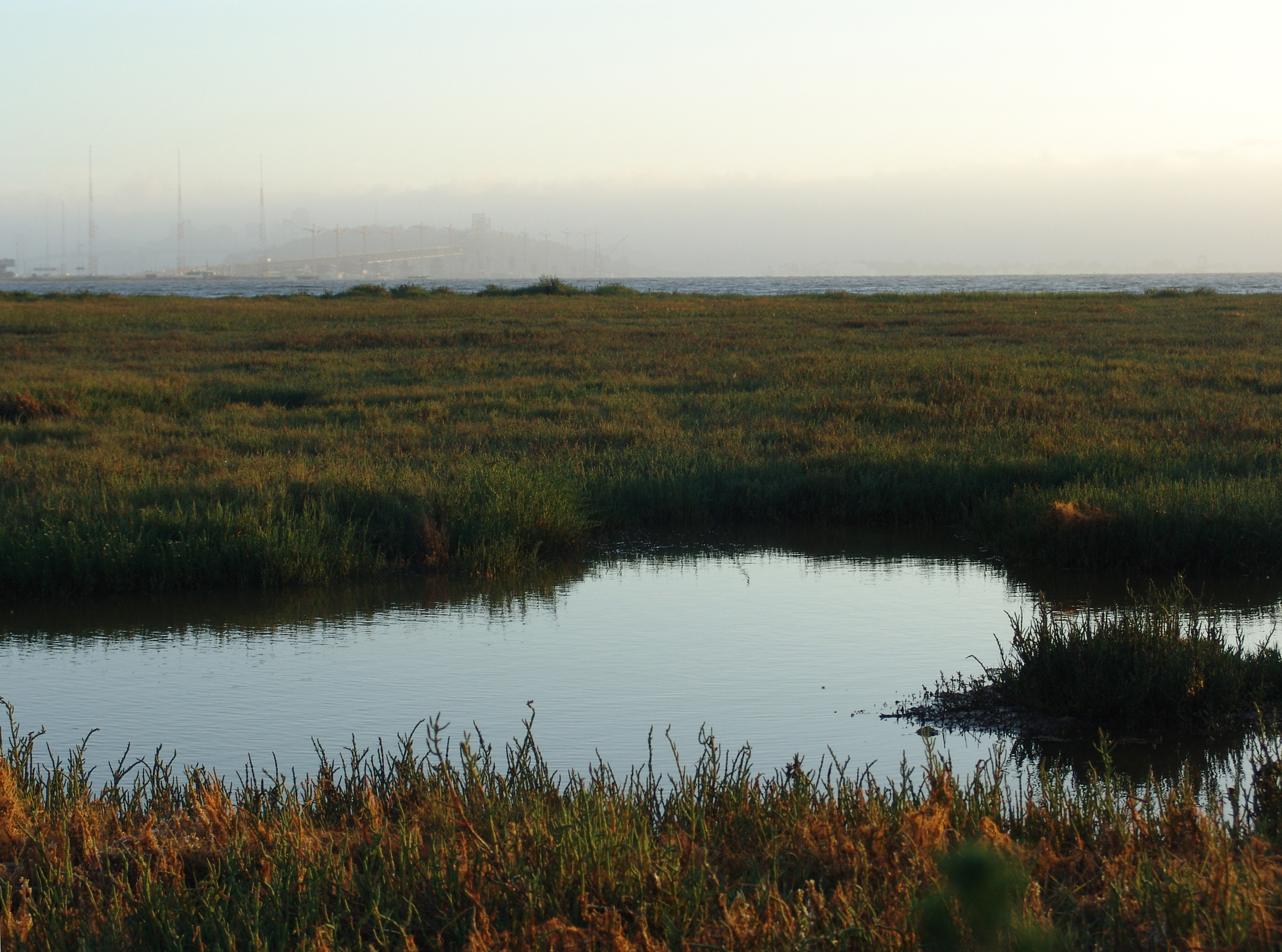
Les vasières d'Emeryville

À une certaine époque, les vasières d'Emeryville étaient réputées pour leur puanteur. Au XIXe et au début du XXe siècle, cela a été causé par les effluents de la région de «Butchertown», où plusieurs usines de conditionnement de viande opéraient le long du rivage. Ils ont également jeté des carcasses dépouillées dans la baie ici. Plus tard, les eaux usées non traitées d'Emeryville, d'Oakland et de Berkeley se sont déversées directement dans la baie au-dessus des vasières, produisant du sulfure d'hydrogène, particulièrement perceptible par temps chaud. Dans les années 1950, le district municipal d'East Bay a construit une station d'épuration régionale près du terminus est du pont San Francisco – Oakland Bay, ce qui, pour la plupart, a résolu le problème nocif.
Les vasières d'Emeryville sont devenues remarquables dans les années 1960 et 1970 pour l'art public, érigées (sans autorisation ni compensation) à partir de bois flotté et de planches par des artistes professionnels et amateurs et des étudiants en art des lycées locaux, UC Berkeley, le California College of Arts and Crafts et l' Université libre de Berkeley. Les vasières ont même été présentées dans le film de 1971 Harold et Maude. Ces œuvres non autorisées ont été admirées par certains conducteurs se dirigeant vers l'ouest sur le pont San Francisco-Oakland Bay depuis l'Interstate 80.
À la fin des années 1990, les sculptures et les matériaux ont été enlevés dans l'intérêt de créer un marais plus naturel et intact pour nourrir la faune. Ce processus se poursuit autour de la baie dans de nombreuses autres zones humides, d'anciens pâturages endigués et des étangs d'évaporation de production de sel.
Historiquement, Emeryville avait été le lieu d'un certain nombre d'utilisations industrielles lourdes telles que Judson Steel, dont les propriétés ont été développées en apportant des déchets et des débris de construction de San Francisco au début des années 1900. En conséquence, une grande partie du sol sous-jacent contenait des  métaux lourds, des hydrocarbures et d'autres contaminants du sol. Une grande partie de cette contamination a été éliminée dans les années 1980, lorsque la vague considérable de réaménagement s'est produite. La population était passée à près de 7 000 en l'an 2000. Depuis lors, la population n'a cessé de croître et est estimée par les projets du Plan général une population de 16600 habitants d'ici 2030. De plus, la ville compte actuellement environ 20 000 emplois; ce nombre devrait passer à environ 30 000 d'ici 2030.

## Politique
Selon le secrétaire d'État de Californie, au 10 février 2019, Emeryville comptait 6654 électeurs inscrits. Parmi ceux-ci, 4 152 (62,4 %) sont des démocrates enregistrés, 306 (4,6%) sont des républicains enregistrés et 1 914 (28,8 %) ont refusé de déclarer un parti politique.

## Économie
À compter du 1er juillet 2019, les entreprises de 55 employés ou moins travaillant dans les limites géographiques de la ville doivent payer à chaque employé au moins 16,30 $ de l'heure. Les grandes entreprises de 56 employés ou plus doivent payer le même taux (auparavant, le taux différait en fonction du nombre d'employés). De nombreuses entreprises ont installé leur siège social dans la ville. Les entreprises basées à Emeryville sont :
- AAA Californie du Nord, Nevada et Utah, un club automobile.
- Adobe Systems, une société multinationale de logiciels de technologie dont le siège est à San Jose.
- Alibris Inc., un fournisseur et détaillant en ligne de livres d'occasion et rares fondé en 1997 par Martin Manley et Richard Weatherford.
- Alternative Tentacles, un label indépendant lancé en 1979, spécialisé dans la musique punk et alternative, fondé et dirigé par l'ancien chanteur/compositeur de Dead Kennedys Jello Biafra. Siège de Biafra, Wesley Willis, The Dicks, DOA, et bien d'autres groupes. Bien que fondée à San Francisco (où une adresse postale est conservée), le bureau et l'entrepôt du label se trouvent à Emeryville.
- Amyris, une société de produits renouvelables de biotechnologie qui permet aux plus grandes marques mondiales de réaliser une croissance durable.
- Ask Jeeves - société s'occupant d'un moteur de recherche sur Internet.
- Bayer, anciennement une division Novartis Biopharma (Chiron Corporation avant avril 2006) : société de biotechnologie et de recherche et fabricant de produits biopharmaceutiques
- Berkeley Research Group, LLC (BRG), une société de services et de conseil cofondée par David Teece.
- BigFix (IBM), une société de logiciels qui fournit des services de gestion des terminaux.
- Bionovo, une société de biotechnologie axée sur la découverte et le développement de médicaments pour traiter le cancer et les problèmes de santé des femmes tels que les bouffées de chaleur et l'atrophie vaginale associées à la ménopause
- BrandAds, une société d' analyse vidéo en ligne.
- Le Center for Investigative Reporting, une organisation de journalisme d'investigation à but non lucratif
- Cetus Corporation, (acquis par Chiron en 1991) l'une des premières sociétés de biotechnologie. Travaillant à partir des anciens bâtiments de Shell Development sur Horton Street, ils ont produit deux produits pharmaceutiques importants, Betaseron et Proleukin . Ils ont également développé le procédé PCR, qui a remporté un prix Nobel pour son inventeur en 1993.
- Clif Bar, un fabricant d'aliments naturels.
- Electronic Arts, le plus grand fabricant de jeux vidéo au monde, avait l'équipe de développement Spore de Will Wright, Maxis, basée ici jusqu'en mars 2015.
- Gracenote, une société qui gère et concède sous licence une base de données accessible sur Internet contenant des informations sur le contenu des disques compacts audio (acquis par Sony Corporation of America en 2008
- Grocery Outlet, une chaîne de supermarchés [10]
- Innovative Interfaces, Inc., un fournisseur de logiciel de système de bibliothèque intégré
- Jamba Juice un restaurant détaillant
- Kodak Gallery (anciennement Ofoto.com), un service de photo numérique sur Internet dont les produits comprennent des impressions photo et des cadeaux
- Leapfrog, une entreprise de jouets éducatifs surtout connue pour son LeapPad, un jouet de lecture électronique sur papier
- Lithium Technologies, une société de gestion de la relation client sociale (SCRM). (Déménagement à San Francisco d'ici juin 2013)[réf. souhaitée]
- Match Analysis, le fabricant du principal système d'analyse vidéo et statistique pour le football professionnel
- Peet's Coffee & Tea, torréfacteur et détaillant de café de spécialité
- Pixar, une importante société d'animation et d'infographie connue pour ses courts et longs métrages primés. Pixar a été acheté par Walt Disney en 2006.
- Ugobe - société fabriquant le robot Pleo.
- SeeqPod, un site Web de recherche et de recommandation
- Wham-O Toys - compagnie de jouets.
- ZipRealty - agence immobilière basée sur Internet.

## Démographie
| 1890 | 1900  | 1910  | 1920  | 1930  | 1940  |
| ---- | ----- | ----- | ----- | ----- | ----- |
| 228  | 1 016 | 2 613 | 2 390 | 2 336 | 2 521 |

| 1950  | 1960  | 1970  | 1980  | 1990  | 2000  |
| ----- | ----- | ----- | ----- | ----- | ----- |
| 2 889 | 2 686 | 2 681 | 3 714 | 5 740 | 6 882 |

| 2010   | - | - | - | - | - |
| ------ | - | - | - | - | - |
| 10 080 | - | - | - | - | - |

## Transports
On trouve à Emeryville une gare ferroviaire Amtrak.